# Fronleichnamskapelle Wittenberg

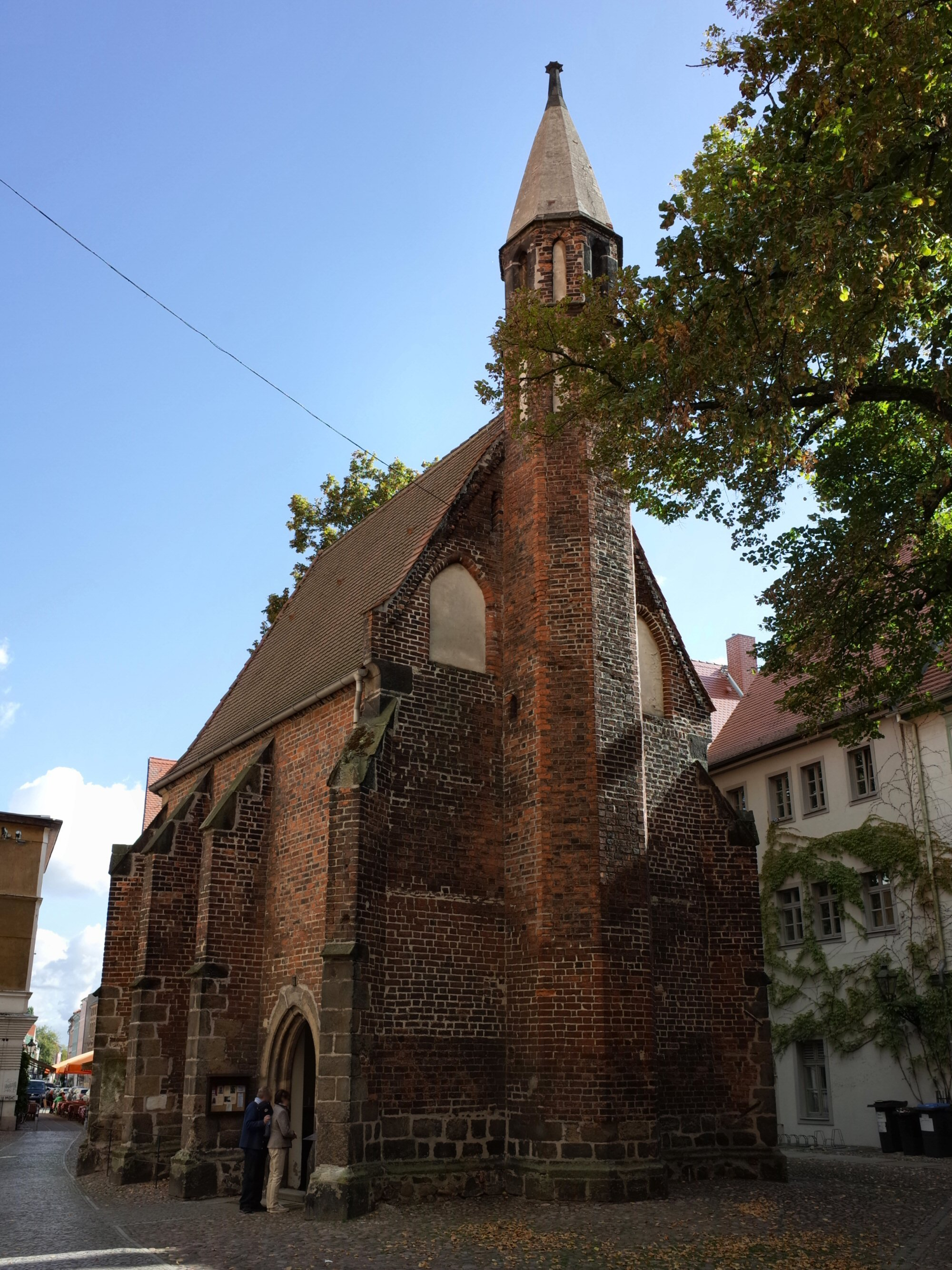
Fronleichnamskapelle (Wittenberg)

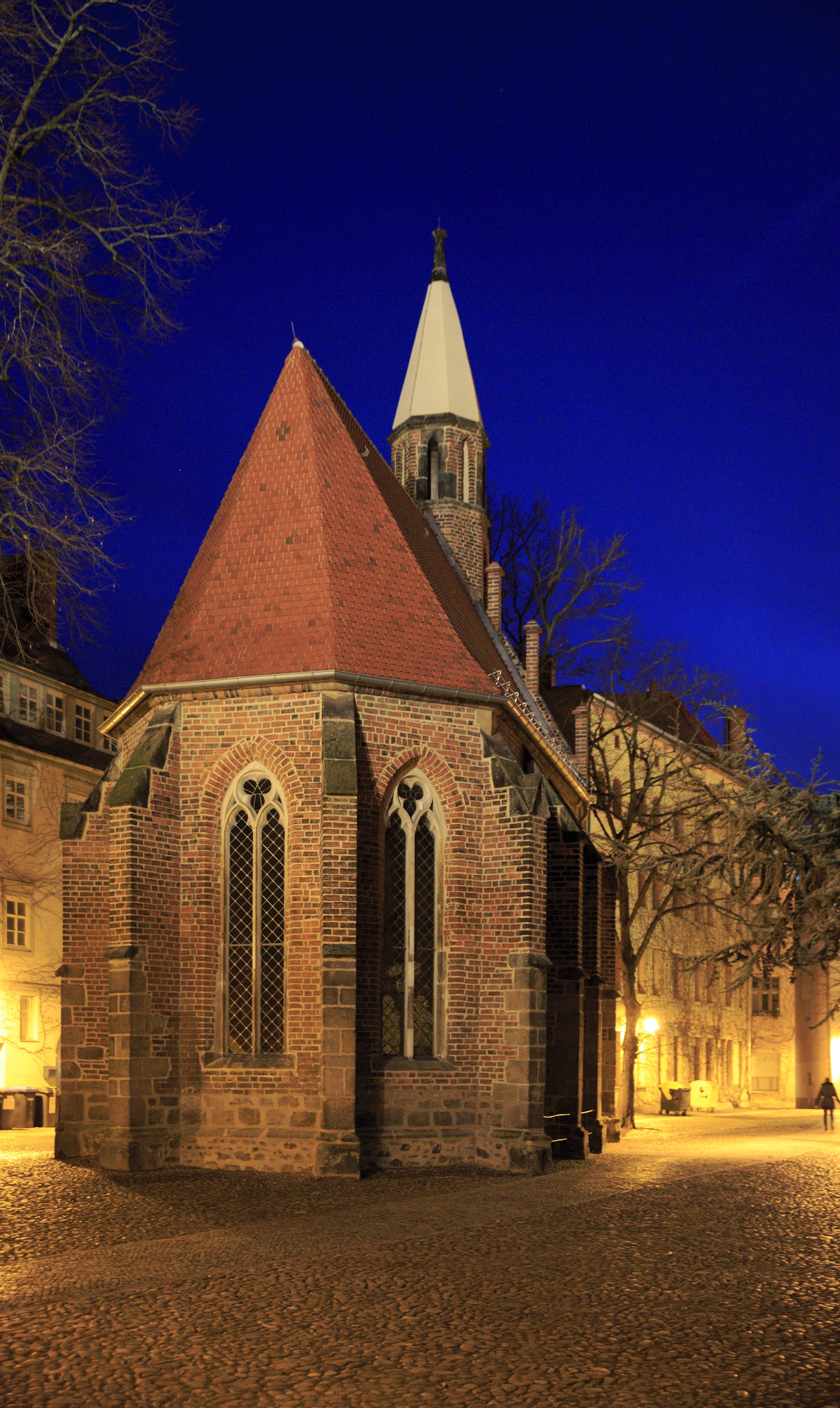
Ostansicht

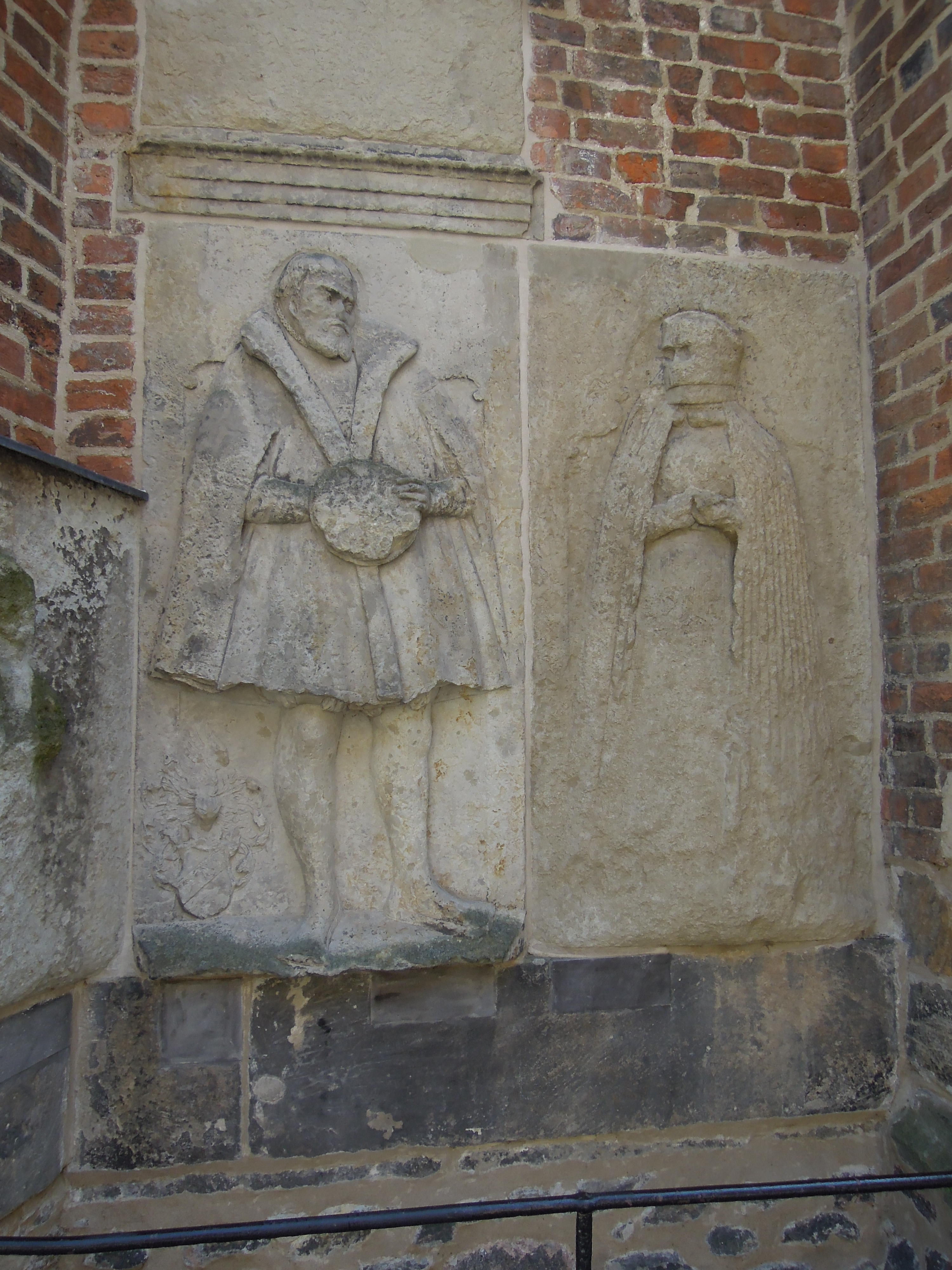
Sandsteinepitaph Bartholomäus Vogel und Frau (2024)

Die evangelische Fronleichnamskapelle ist eine gotische Saalkirche in der Lutherstadt Wittenberg im Landkreis Wittenberg in Sachsen-Anhalt. Sie gehört zur Kirchengemeinde St. Marien im Kirchenkreis Wittenberg der Evangelischen Kirche in Mitteldeutschland (EKMD).

## Geschichte und Architektur
Vermutlich um 1368 stiftete der Ratsherr Konrad Wymann die Fronleichnamskapelle, die einen Altar enthält, der Maria, den Aposteln Johannes und Matthäus sowie dem Täufer Johannes geweiht ist. In den Jahren 1377 und 1384 wurden von Kurfürst Wenzel Messen gestiftet, mit denen der Askanier gedacht wurde. Nach Begräbnisstreitigkeiten von 1368 und 1375 zwischen der Stadtkirche und den Franziskanern wurde die Kapelle auch für Begräbnisfeiern verwendet. Sie steht auf einem der Friedhöfe der Stadtkirche. Martin Luther appellierte in der Fronleichnamskapelle im Jahr 1518 vor ordentlich berufenen Zeugen an ein allgemeines christliches Konzil.
Die Fronleichnamskapelle steht auf dem Kirchplatz unmittelbar südlich neben der Stadtkirche St. Marien. Sie wurde um 1456 neu erbaut. Das Bauwerk wurde im 18. Jahrhundert profaniert und in den Jahren von 1845 bis 1851 sowie 1951 restauriert. Das Bauwerk ist eine schlichte Saalkirche in Backstein mit Dreiachtelschluss und einem westlich vorgestellten Treppentürmchen in edlen, schlanken Proportionen. Die Fenster und Portale sind aus Sandstein gearbeitet. Zweibahnige Spitzbogenfenster mit Dreipassmaßwerk erhellen das Bauwerk im Osten und Süden, Spitzbogenblenden sind in der Westfassade und am Turm eingelassen; über dem Westgiebel sind Fialen angeordnet.
Innen ist das Bauwerk in drei unterschiedlich lange Joche gegliedert und wird durch Kreuzrippengewölbe ohne Konsolen abgeschlossen. Tellerförmige Schlusssteine mit Wappen und Rosette sind in den Gewölbescheiteln angebracht, eine Vorhangbogenpforte führt zum Wendelstein des Turms.

## Ausstattung
Ein spätmittelalterlicher Opferstock ist erhalten. Auf der Nordseite sind außen drei figürliche Sandsteingrabplatten für den Buchhändler und ersten Verleger Martin Luthers, Bartholomäus Vogel († 1569), seine Frau († 1570) und einen Sohn († um 1560) angebracht.

## Nutzung
Nach der Reformation diente die Kapelle bis 1772 als Friedhofskapelle für den Friedhof rund um die Stadtkirche. In jüngerer Zeit wurde sie als Kinderkirche genutzt. Heute dient die Fronleichnamskapelle dem Stadtkonvent Wittenberg der Communität Christusbruderschaft Selbitz sowie für englischsprachige Andachten des Wittenberg English Ministry.